# Antiemético
Antieméticos são fármacos para evitar a emese (vômito). Os fármacos antieméticos são utilizados para prevenir a cinetose a êmese da gestação, as êmeses causadas por medicamentos e as pós-cirúrgicas, bem como vômitos decorrentes da radioterapia.

## Tipos
Antagonista 5-HT3 bloqueiam os receptores de serotonina no sistema nervoso central e no trato gastrointestinal. Como tal, eles podem ser usados para tratar náuseas e vômitos pós-operatórios e citotóxicos. No entanto, eles também podem causar constipação ou diarreia,  boca seca e fadiga.
- - Dolasetron (Anzemet) pode ser administrado em forma de comprimido ou em uma injeção.
  - Granisetron (Kytril, Sancuso) pode ser administrada em comprimidos (Kytril), solução oral (Kytril), injeção D (Kytril) ou em um único sistema transdérmico para o braço superior (SANCUSO).
  - Ondansetron (Zofran, Vonau Flash)
  - Tropizetrona (Setrovel, Navoban)
  - Palonosetron (Aloxi)
- Antagonistas da dopamina agem no tronco encefálico e são usados para tratar náuseas e vômitos associados a câncer, doença da radiação, opioides, drogas citotóxicas e anestésicos gerais. Os efeitos colaterais incluem espasmos musculares e inquietação.[3]
  - Domperidona (Motilium)
  - Olanzapina (Zyprexa)
  - Haloperidol (limitado em utilidade por efeitos colaterais extra-piramidais e sedativos)
  - Alizaprida
  - Proclorperazina (Compazine, Stemzine, Buccastem, Stemetil, Phenotil)
  - Clorpromazina
- Antagonista do receptor NK1
  - Aprepitant (Emend)
  - Casopitant
  - Rolapitant (Varubi)
- Anti-histamínicos
  - Cinarizina 
  - Ciclizina 
  - Difenidramina  (Benadryl)
  - Dimenidrinato (Gravol, Dramamine, Vomidrine)
  - Doxilamina
  - Mirtazapina (Remeron) é um antidepressivo que também tem efeitos antieméticos[4][5]
  - Meclizina (Bonine, Antivert)
  - Prometazina (Pentazine, Phenergan, Promacot)
  - Hidroxizina (Vistaril)
- Canabinoides
  - Cannabis medicinal,[6][7]
  - Dronabinol (Marinol/Syndros) [8]
  - Alguns canabinóides sintéticos como a Nabilone (Cesamet) ou a série JWH
  - Sativex
- Benzodiazepinas
  - Midazolam (Versed) é administrado no início da anestesia e foi demonstrado em ensaios recentes que é tão eficaz quanto o ondansetron, mas mais eficaz quando usado em combinação com o ondansetron.[9]
  - Lorazepam (Ativan)
- Anticolinérgicos
  - Escopolamina
  - Atropina
  - Difenidramina
- Esteroides
  - Dexametasona (Decadron)
- Outros
  - Trimetobenzamida
  - Gengibre[10] e galanolactona.[11] Dados clínicos preliminares sugerem que o gengibre pode ser eficaz no tratamento de náuseas e/ou vômitos em diversos contextos.[12][13][14]
  - Emetrol
  - Propofol
  - Hortelã-pimenta
  - Muscimol[15]